# Isole Sparse dell'Oceano Indiano

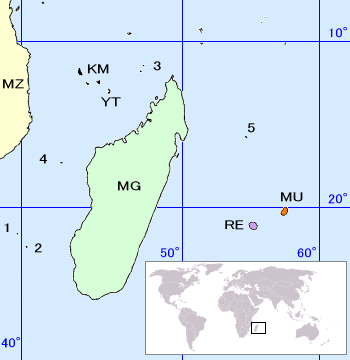
Carta delle isole Sparse :
• 1 : Bassas da India
• 2 : Europa
• 3 : isole Gloriose
• 4 : Juan de Nova
• 5 : Tromelin
• KM : Comore
• MG : Madagascar
• MU : Mauritius
• RE : Riunione
• MZ : Mozambico
• YT : Mayotte

Le Isole Sparse dell'Oceano Indiano (in francese Îles Éparses de l'océan Indien) sono un distretto delle Terre Australi e Antartiche Francesi, comprendenti 4 isole coralline ed 1 atollo dell'Oceano Indiano e prive di popolazione autoctona.
In base alla legge francese n. 2007-224 del 21 febbraio 2007 queste isole ricadono sotto la giurisdizione delle Terre Australi e Antartiche Francesi, di cui costituiscono il quinto distretto.

## Geografia
Tre delle isole (Europa, Gloriose, Juan de Nova) e l'atollo Bassas da India si trovano nel canale del Mozambico, mentre una quarta isola – Tromelin – è situata ad oltre 300 km ad est del Madagascar, in pieno Oceano Indiano.
La superficie totale delle isole è di circa 132 km², di cui soltanto 43 km² costantemente sopra il livello del mare.
Le isole non hanno una popolazione autoctona permanente. Dal 1973, allo scopo di esercitare costantemente la sovranità francese sui territori, su ciascuna delle isole di Gloriose, Juan de Nova ed Europa è distaccato un piccolo presidio delle forze armate francesi (composto da 14 militari) ed un gendarme (che esercita de jure la sovranità). Su Tromelin la sovranità è invece esercitata dal capo della missione meteorologica.
Le isole sono state dichiarate riserve naturali ed ospitano delle stazioni meteorologiche (tranne Bassas da India). Le stazioni di Gloriose, Juan de Nova ed Europa sono automatizzate. Il centro di rilevamento sull'isola Tromelin, è di grande interesse per la previsione dei cicloni che minacciano Madagascar, Riunione e Mauritius. Ciascuna isola, tranne Bassas da India, ha una pista di atterraggio di oltre 1.000 m.
Le isole Gloriose sono composte da due isole sabbiose circondate da una barriera corallina – l'Isola Gloriosa (Île Glorieuse o Grande Glorieuse) e l'Isola del Giglio (Île du Lys o Petite Glorieuse) – e da tre isolotti rocciosi (Rocher du Sud, Roches Vertes e Île aux Crabes o Île aux Épaves).
Le isole Sparse con La Riunione e Mayotte estendono la Zona economica esclusiva (ZEE) francese su un milione di chilometri quadrati di oceano Indiano occidentale.
Le risorse naturali delle Isole Sparse comprendono essenzialmente la pesca, inoltre sulle isole Gloriose e Tromelin vi sono guano, fosfati e palme da cocco.
| Isole (nome ufficiale)                                             | Per. | Superficie (km²) | Barriera corallina (km²) | Laguna (km²) | Coordinate      | Dist. (km) La Réunion | ZEE (km²) |
| ------------------------------------------------------------------ | ---- | ---------------- | ------------------------ | ------------ | --------------- | --------------------- | --------- |
| Île Tromelin                                                       |      | <1               | 1,4                      |              | 15°53′S 54°31′E | 591                   | 280.000   |
| Archipel des Glorieuses                                            | 15   | 7                | 165                      |              | 11°35′S 47°18′E | 1.376                 | 48.350    |
| Île Juan-de-Nova                                                   | 15   | 5                | 193                      |              | 17°03′S 42°43′E | 1.321                 | 61.050    |
| Île Bassas da India                                                |      | <1               | 47                       | 79,8         | 21°27′S 39°45′E | 1.644                 | 123.700   |
| Île d'Europa                                                       | 15   | 30               | 86,5                     | 9            | 22°21′S 40°21′E | 1.572                 | 127.300   |
| Totale                                                             | 45   | 43               | 492,9                    | 88,8         |                 |                       | 640.400   |
| Fonti: Tromelin, Glorieuses, Juan-De-Nova, Bassas-Da-India, Europa |      |                  |                          |              |                 |                       |           |

## Storia
Le isole Sparse dell'oceano Indiano sono state scoperte tra il XVI e il XVIII secolo; le isole Juan de Nova, Bassas da India e Europa sono integrate come dipendenze della colonia di Madagascar il 31 ottobre 1897 in esecuzione di una legge del 6 agosto 1896.
In vista dell'indipendenza del Madagascar (avvenuta il 26 giugno 1960), il 1º aprile 1960 sono staccate dalla "Colonia del Madagascar e sue dipendenze" le isole Tromelin, Gloriose, Juan de Nova, Europa e Bassas da India che sono integrate al Ministère des Outre-mer.
Infine, la legge n. 2007-224 del 21 febbraio 2007 modifica la legge n° 55-1052 (che creava le TAAF) e aggiunge le isole Bassas da India, Europa, Gloriose, Juan de Nova e Tromelin alle TAAF.
Comore, Madagascar, Mauritius e Seychelles contestano la sovranità francese sull'area.
Nell'aprile 2025, la Francia e il Madagascar annunciarono che si sarebbero incontrati nel giugno 2025 per trovare una soluzione pacifica alla controversia.

## Amministrazione
Dal 1º aprile 1960 – indipendenza del Madagascar – al 3 gennaio 2005, le isole erano sotto l'autorità del Ministère des Outre-mer e amministrate dal prefetto del dipartimento di Riunione.
Dal 3 gennaio 2005 le isole sono amministrate dal prefetto, amministratore superiore delle Terre Australi e Antartiche Francesi, residente a Riunione.
Il prefetto, amministratore superiore delle TAAF, è affiancato da un segretario generale che funge anche da "capo del distretto delle Isole Sparse", quest'ultimo è affiancato da un "aggiunto".
In conformità col nuovo Statuto del 2007, le isole Sparse sono state soppresse da Riunione e sono state aggiunte a Terres australes françaises con l'aggiornamento Nº VI-1 dei codici ISO 3166-1.
Per contrastare le pretese territoriali dei paesi limitrofi (Comore, Madagascar, Mauritius e Seychelles), la Francia mantiene una guarnigione di 15 persone (14 militari e 1 gendarme) sulle Isole Gloriose, Juan de Nova e Europa.
Mauritius reclama Tromelin; il Madagascar rivendica le rimanenti 4 isole (Bassas da India, Europa, Gloriose e Juan de Nova); inoltre le Comore e le Seychelles reclamano le isole Gloriose.

## Galleria d'immagini

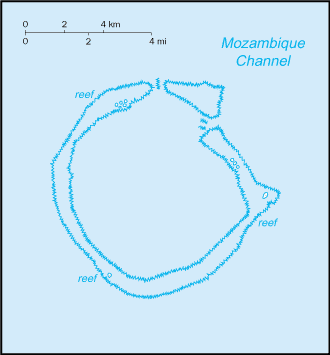
Mappa di Bassas da India
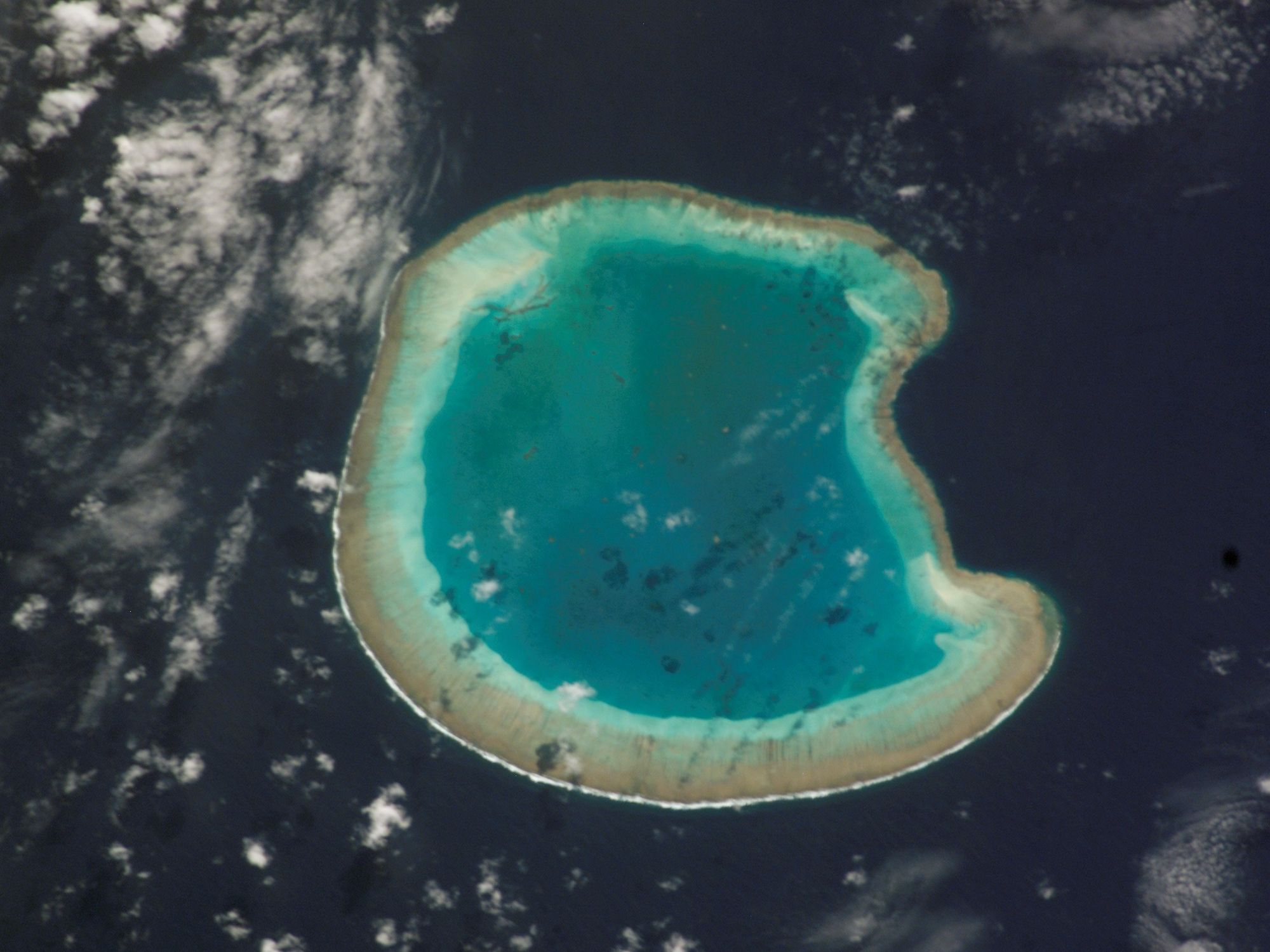
Foto satellitare di Bassas da India
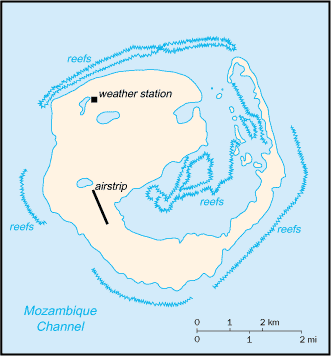
Mappa di Europa
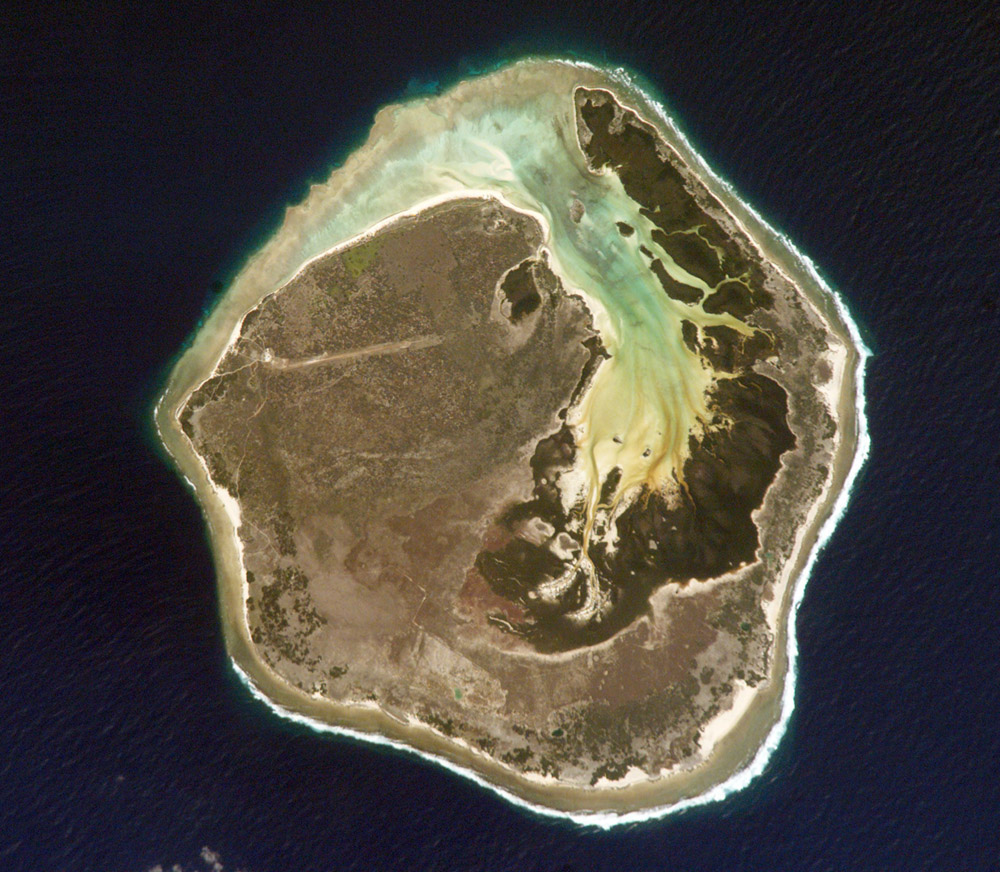
Foto satellitare di Europa
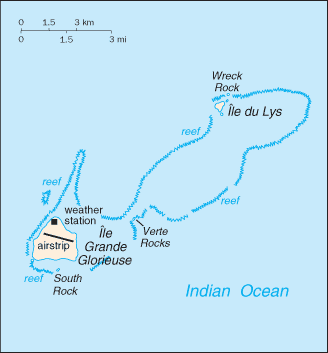
Mappa delle Isole Gloriose
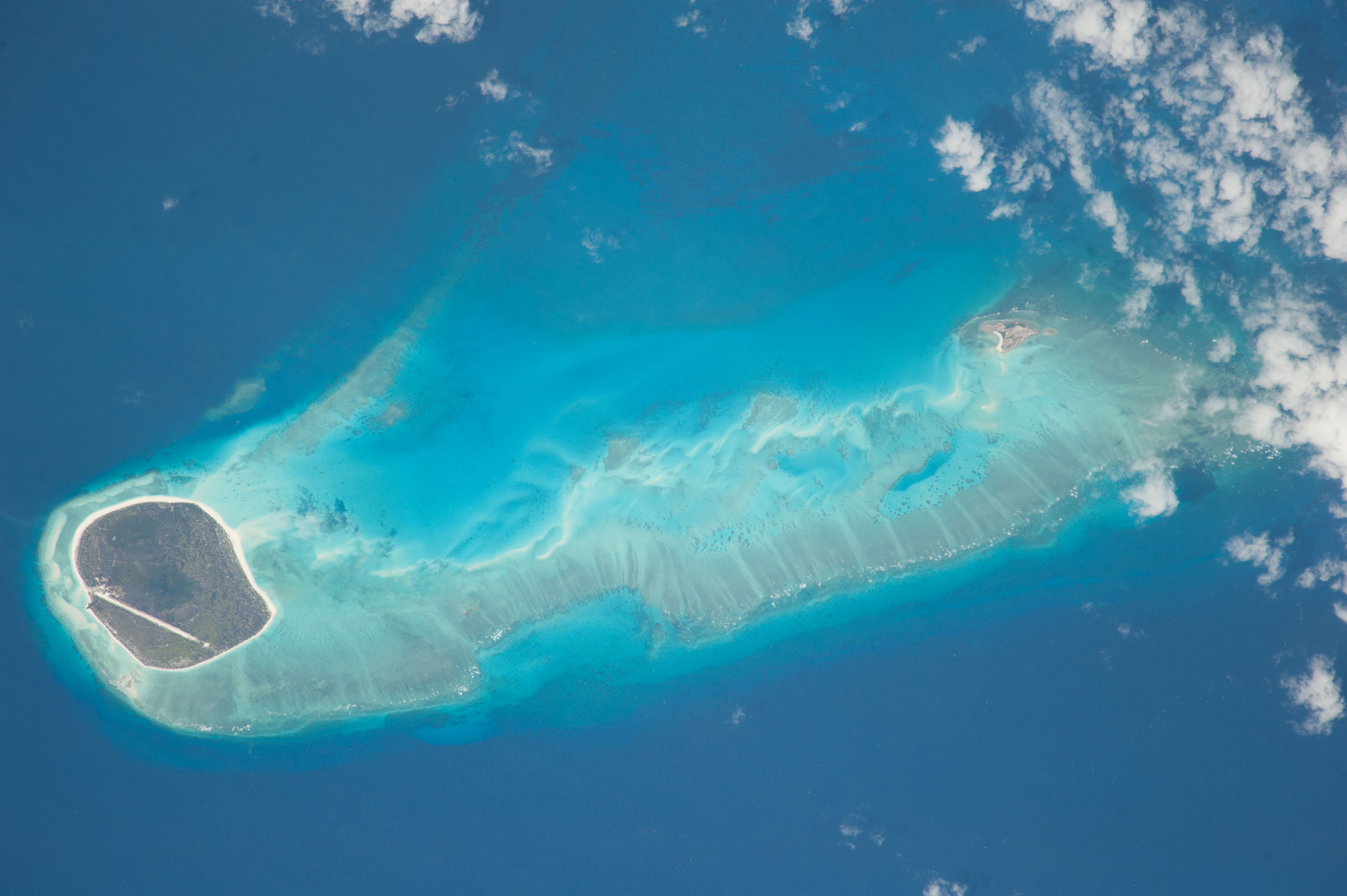
Foto satellitare delle Isole Gloriose
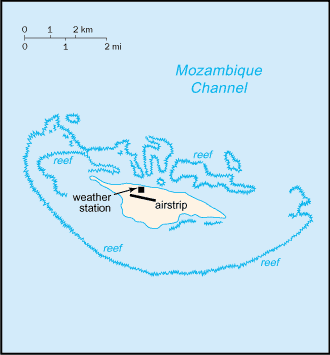
Mappa di Juan de Nova
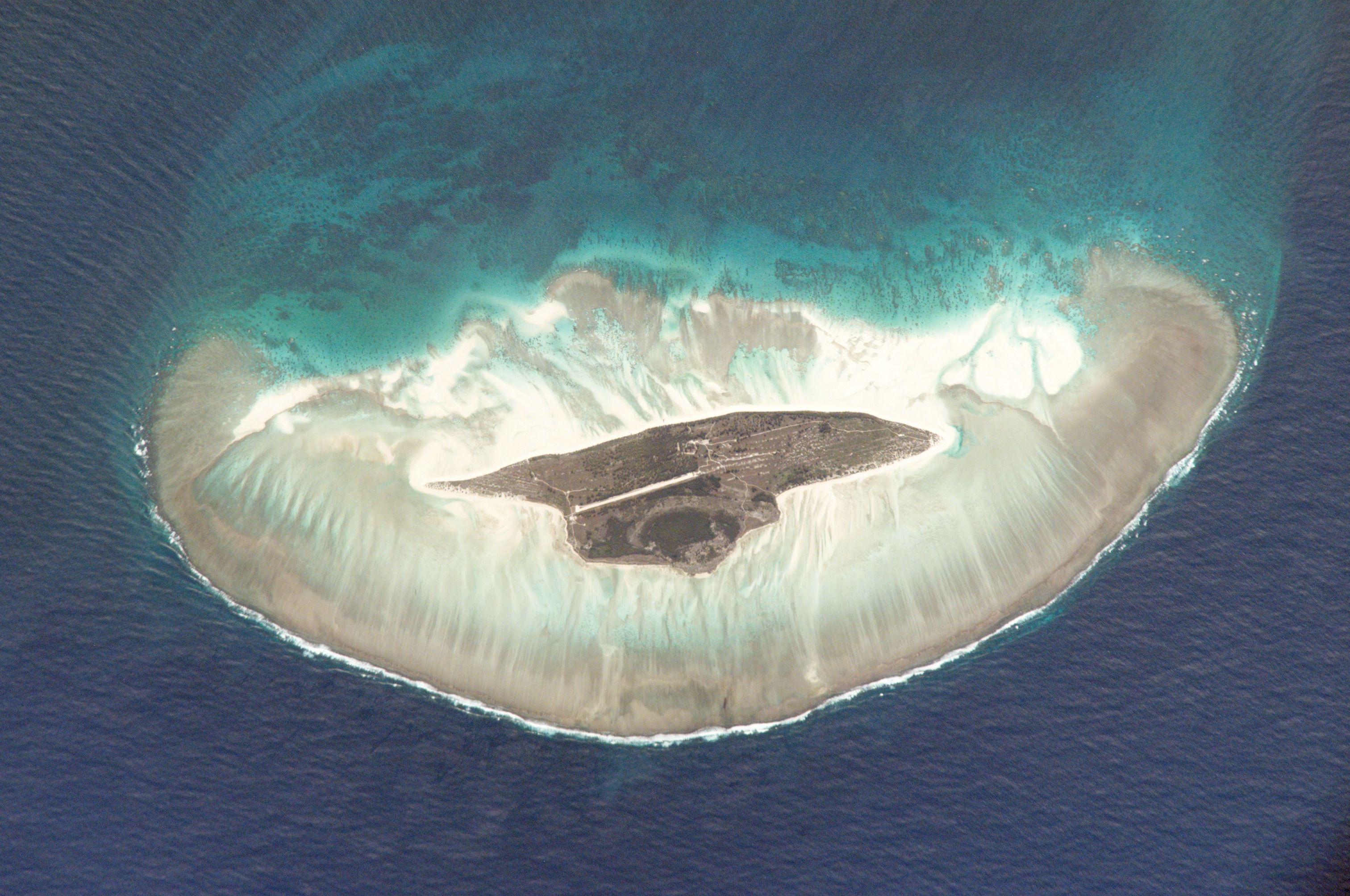
Foto satellitare di Juan de Nova
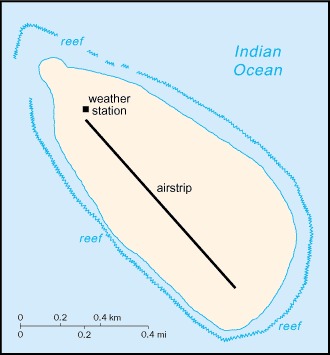
Mappa di Tromelin
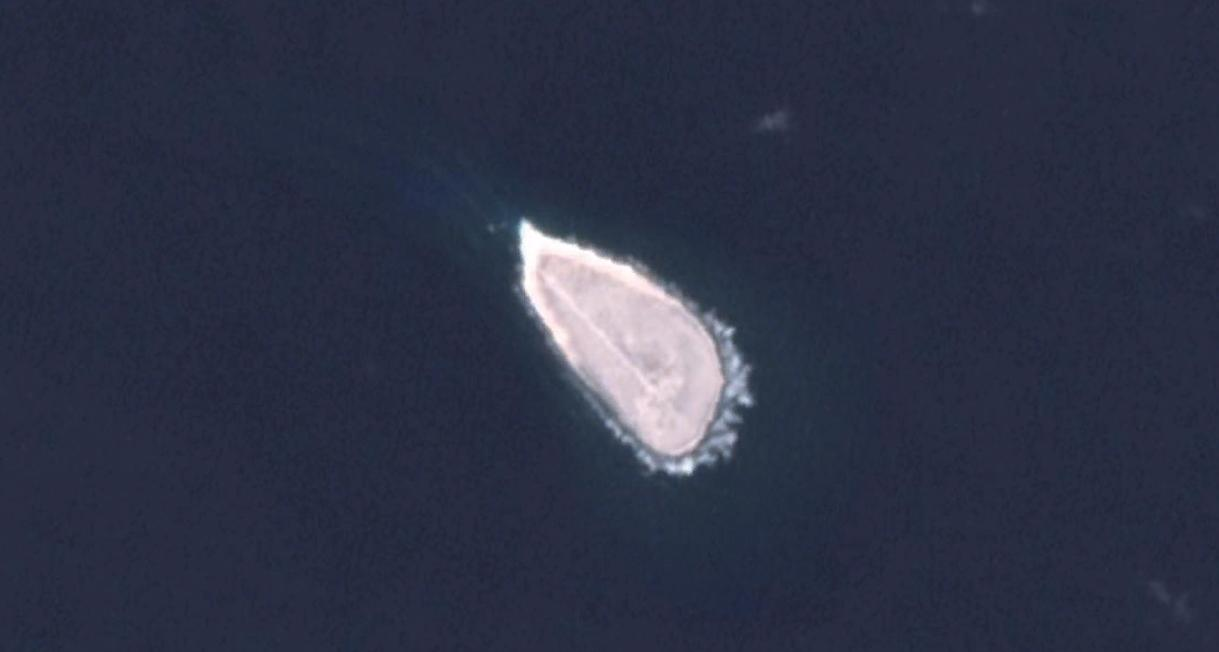
Foto satellitare di Tromelin